# Thorecta mirabilis
Thorecta mirabilis är en svampdjursart som först beskrevs av Lendenfeld 1888.  Thorecta mirabilis ingår i släktet Thorecta och familjen Thorectidae. Inga underarter finns listade i Catalogue of Life.